# Mazda Roadpacer
Mazda Roadpacer är en personbil som tillverkades av den japanska biltillverkaren Mazda mellan 1975 och 1977.

## Mazda Roadpacer
I början av 1970-talet arbetade General Motors med att ta fram en egen wankelmotor. Samtidigt var Mazda intresserade av att kunna erbjuda en större modell än 929:an för att konkurrera med Nissan och Toyota på hemmamarknaden. För att testa en existerande wankelmotor i en GM-produkt sändes bilar från det australiska dotterbolaget Holden till Japan, där Mazda monterade sin största wankel i motorrummet. Bilen såldes under namnet Mazda Roadpacer. Som företagets flaggskepp, avsedd för kräsna kunder, fick den riklig standardutrustning.
Resultatet blev emellertid inte särskilt lyckat. Wankelmotorn hade för litet vridmoment för att orka driva den tunga bilen och kopplad till en automatlåda fick motorn jobba hårt. Detta gav en alarmerande hög bränsleförbrukning, samtidigt som bensinpriset skenat efter oljekrisen 1973. Dessutom var Holdens byggkvalitet långt under vad japanska kunder var vana vid. Under två år lyckades Mazda inte sälja fler än drygt 800 bilar.